# Langlingen
Langlingen község Németországban, Alsó-Szászországban, a Cellei járásban. Lakosainak száma 2214 fő (2023. december 31.).

## Földrajza
Langlingen Wienhausen, Uetze, Meinersen, Müden és Eicklingen községekkel határos.

## Testvértelepülések
- Czarne